# Tierra Abbott
Tierra Abbott (* 29. September 1990) ist eine US-amerikanische Schauspielerin und Stuntfrau.
Ihre erste Rolle hatte Abbott im Kurzfilm The Babysitter.
Abbott besuchte die Stundkids.com Schule und beherrscht mehrere Kampftechniken wie Taekwondo und Thai Kickboxing; daneben führt sie Stunts aus.
In mehreren Fernsehsendungen (z. B. Unfabulous) war Abbott zu sehen. Daneben drehte sie viele US-Werbespots.

## Filmografie (Auswahl)
- 2003: The Babysitter (Kurzfilm)
- 2004: Without a Trace – Spurlos verschwunden (Fernsehserie, eine Folge)
- 2004–2007: Unfabulous (Fernsehserie, drei Folgen)
- 2008: Garden Party